# Nazionali femminili di pallavolo europee
Le nazionali femminili di pallavolo  europee sono nazionali poste sotto l'egida della CEV: queste nazionali possono partecipare agli eventi organizzati sia dalla CEV e quindi a livello continentale, oppure dall'FIVB, come mondiali e World Grand Prix. Tutte le squadre appartengono geograficamente all'Europa anche se sono presenti diverse eccezioni come le nazionali di Israele e Turchia che politicamente appartengono all'Asia ma giocano nelle competizioni europee.
Il Vaticano, pur essendo stato sovrano non ha una federazione e quindi non partecipa ad alcuna competizione. Altro discorso invece per le squadre che appartengono agli stati di piccole dimensioni, le quali partecipano a dei campionati europei appositi: queste nazionali sono Andorra, Cipro, Islanda, Liechtenstein, Lussemburgo, Malta, Monaco, San Marino, Scozia, Fær Øer, Irlanda, Groenlandia e Gibilterra. A molte di queste nazionali inoltre sono riservati anche i Giochi dei piccoli stati d'Europa a cui partecipano gli stati con meno di un milioni di abitanti.
Il Regno Unito in passato non ha avuto una nazionale unica, in quanto le quattro Home Nations che lo costituiscono (Inghilterra, Scozia, Galles e Irlanda del Nord) hanno una propria federazione. Tuttavia nel corso del 2008, in vista dei giochi olimpici di Londra del 2012, è stata presentata formata un'unica nazionale nel corso delle qualificazioni ai campionati europei del 2009, composta da giocatrici delle quattro nazionali.

## Squadre
- Albania
- Andorra
- Armenia
- Austria
- Azerbaigian
- Belgio
- Bielorussia
- Bosnia ed Erzegovina
- Bulgaria
- Cipro
- Croazia
- Danimarca
- Estonia
- Finlandia
- Francia
- Galles
- Georgia
- Germania
- Gibilterra
- Grecia
- Groenlandia
- Inghilterra
- Irlanda
- Irlanda del Nord
- Islanda
- Fær Øer
- Israele
- Italia
- Kosovo
- Lettonia
- Liechtenstein
- Lituania
- Lussemburgo
- Macedonia del Nord
- Malta
- Moldavia
- Monaco
- Montenegro
- Norvegia
- Paesi Bassi
- Polonia
- Portogallo
- Regno Unito
- Rep. Ceca
- Romania
- Russia
- San Marino
- Scozia
- Serbia
- Slovacchia
- Slovenia
- Spagna
- Svezia
- Svizzera
- Turchia
- Ucraina
- Ungheria

## Squadre scomparse
- Unione Sovietica: La nazionale di pallavolo femminile dell'Unione Sovietica ha giocato dal 1949 fino al 1990, fino a quando, a seguito della disgregazione dell'Unione Sovietica, sono nate molte nazionali dell'est europeo.
- Comunità degli Stati Indipendenti: La nazionale di pallavolo femminile della Comunità degli Stati Indipendenti ha partecipato a pochissime competizioni verso l'inizio degli anni novanta come naturale continuazione della nazionale di pallavolo femminile dell'Unione Sovietica.
- Cecoslovacchia: La nazionale di pallavolo femminile della Cecoslovacchia ha giocato dal 1949 fino al 1992, anno in cui vi fu la divisione della Cecoslovacchia in Repubblica Ceca e Slovacchia.
- Germania Est: La nazionale di pallavolo femminile della Germania Est ha giocato dal 1949 fino al 1990, anno in cui vi fu l'annessione alla Germania Ovest e la formazione di un'unica squadra.
- Germania Ovest: La nazionale di pallavolo femminile della Germania Ovest ha giocato dal 1949 fino al 1990, anno in cui vi fu l'annessione alla Germania Est e la formazione di un'unica squadra.
- Jugoslavia: La nazionale di pallavolo femminile della Jugoslavia ha giocato dal 1945 fino al 1992, anno in cui a causa della disgregazione della Jugoslavia sono sorte differenti nazioni: tuttavia una parte di territorio ha continuato a chiamarsi Jugoslavia, anche se con il nome di Repubblica federale.
- Jugoslavia: La nazionale di pallavolo femminile della Repubblica Federale di Jugoslavia ha giocato dal 1992 fino al 2003. In seguito la nazione ha cambiato nome in Serbia e Montenegro.
- Serbia e Montenegro: La nazionale di pallavolo femminile della Serbia e Montenegro ha giocato dal 2003 fino al 2006 quando in seguito alla separazione dei due stati si sono formate le nazionali della Serbia e del Montenegro

## Squadre speciali
- Regno Unito: Il Regno Unito non ha mai avuto una squadra di pallavolo, ma sono presenti 4 nazionali che la compongono. Tuttavia dal 2008 e fino alle Olimpiadi di Londra sarà questa unica squadra che parteciperà alle competizioni ufficiali per cercare di migliorare i risultati scadenti delle altre nazionali.
- Squadra Unificata: La Squadra Unificata è una squadra creata appositamente per le Olimpiadi di Barcellona racchiudendo tutte le squadre dell'ex Unione Sovietica.

## Ranking
| Ranking europeo nazionali femminili agg. al 25 agosto 2008 |             |       |               |
| Posiz                                                      | Nazione     | Punti | World Ranking |
| 1                                                          | Italia      | 267.5 | 2             |
| 2                                                          | Serbia      | 181   | 6             |
| 3                                                          | Russia      | 142   | 8             |
| 4                                                          | Polonia     | 96    | 9             |
| 5                                                          | Paesi Bassi | 49.75 | 13            |
| 6                                                          | Germania    | 47.45 | 15            |
| 7                                                          | Turchia     | 46    | 16            |
| 8                                                          | Azerbaigian | 23.25 | 29            |
| 9                                                          | Belgio      | 12.5  | 33            |
| 10                                                         | Bulgaria    | 12    | 34            |
| 11                                                         | Francia     | 11.75 | 35            |
| 12                                                         | Rep. Ceca   | 10.5  | 37            |
| 13                                                         | Croazia     | 9     | 40            |
| 14                                                         | Slovacchia  | 8.75  | 41            |
| 15                                                         | Ucraina     | 8.25  | 43            |
| 16                                                         | Bielorussia | 8     | 44            |
| 17                                                         | Spagna      | 8     | 44            |
| 18                                                         | Romania     | 7.75  | 46            |
| 19                                                         | Grecia      | 7.75  | 47            |
| 20                                                         | Albania     | 5.25  | 55            |